# Championnat d'Europe de football des moins de 18 ans 2001
Navigation
Euro 2000 Euro 2002
Le championnat d'Europe de football des moins de 18 ans de 2001 se dispute en Finlande. Il s'agit de la dernière édition disputée sous le nom d'Euro des moins de 18 ans. Seuls les joueurs nés après les 1er janvier 1982 sont autorisés à participer.

## Phase de poules

### Groupe A
| Rang | Équipe   | Pts | J | G | N | P | Bp | Bc | Diff |  | Résultats (▼ dom., ► ext.) |     |     |     |     |
| ---- | -------- | --- | - | - | - | - | -- | -- | ---- |  | -------------------------- | --- | --- | --- | --- |
| 1    | Tchéquie | 9   | 3 | 3 | 0 | 0 | 8  | 3  | +5   |  | Tchéquie                   |     | 1-0 |     |     |
| 2    | Serbie   | 6   | 3 | 2 | 0 | 1 | 10 | 6  | +4   |  | Serbie                     |     |     |     | 8-4 |
| 3    | Ukraine  | 1   | 3 | 0 | 1 | 2 | 4  | 6  | -2   |  | Ukraine                    | 2-3 | 1-2 |     |     |
| 4    | Finlande | 1   | 3 | 0 | 1 | 2 | 6  | 13 | -7   |  | Finlande                   | 1-4 |     | 1-1 |     |

### Groupe B
| Rang | Équipe   | Pts | J | G | N | P | Bp | Bc | Diff |  | Résultats (▼ dom., ► ext.) |     |     |     |     |
| ---- | -------- | --- | - | - | - | - | -- | -- | ---- |  | -------------------------- | --- | --- | --- | --- |
| 1    | Pologne  | 7   | 3 | 2 | 1 | 0 | 8  | 4  | +4   |  | Pologne                    |     | 4-1 | 1-1 |     |
| 2    | Espagne  | 6   | 3 | 2 | 0 | 1 | 5  | 5  | 0    |  | Espagne                    |     |     | 3-1 | 1-0 |
| 3    | Belgique | 4   | 3 | 1 | 1 | 1 | 4  | 4  | 0    |  | Belgique                   |     |     |     | 2-0 |
| 4    | Danemark | 0   | 3 | 0 | 0 | 3 | 2  | 6  | -4   |  | Danemark                   | 2-3 |     |     |     |

## Phase finale

### Match pour la troisième place
| Équipe 1 | Résultat | Équipe 2 |
| Serbie   | 2-6      | Espagne  |

### Finale
| Équipe 1 | Résultat | Équipe 2 |
| Tchéquie | 1-3      | Pologne  |